# Szergej Andrejevics Liszunov
Szergej Andrejevics Liszunov (orosz cirill átírással: Сергей Андреевич Лисунов) (Volgográd, 1986. október 12. –) orosz válogatott vízilabdázó, a KVP Szpartak Volgograd játékosa, valamint nemzete válogatottjának csapatkapitánya.

## Eredmények

### Klubbal
- Orosz bajnokság: Aranyérmes: 2010, 2011, 2012, 2013, 2014, 2015, 2016
- Orosz kupa: Aranyérmes: 2007, 2009, 2012, 2013

### Válogatottal
- Világbajnokság: 14. hely (Kazany, 2015)
- Európa-bajnokság: 8. hely (Belgrád, 2016)
- Világbajnokság: 8. hely (Budapest, 2017)